# Дувало
Дувало (такође и Коселска солфатара) је солфатара, остатак некадашњег активног вулканизма, који се налази у Северној Македонији у сливу Коселске реке, притоке Охридског језера, недалеко од села Косела. Надморска висина солфатаре је 740 метара. То је кратер пречника 0,5 метара и дубине око 30 центиметара из којег избија сумпор-диоксид и угљен-диоксид. Мирис сумпора осећа се у пречнику од око три километра. Заштићен је као споменик природе